# 手代木陽
手代木 陽（てしろぎ よう、1960年 - ）は、日本の哲学研究者。神戸市立工業高等専門学校教授。日本学術振興会特別研究員。主に蓋然性をテーマとした研究を行っている。

## 経歴
- 1960年　山形県に生まれる
- 1985年　広島大学文学部卒業
- 1991年　広島大学大学院文学研究科博士課程単位取得退学
- 1993年　神戸市立工業高等専門学校講師
- 1997年　神戸市立工業高等専門学校助教授
- 2007年　神戸市立工業高等専門学校教授

## 出版物

### 単著
- 『ドイツ啓蒙主義哲学研究―「蓋然性」概念を中心として』、ナカニシヤ出版、2013年

### 共著
- 『知のアンソロジー―ドイツ的知の位相―』、ナカニシヤ出版、1996年
- 『人間論の21世紀的課題―応用倫理学の試練』、ナカニシヤ出版、1997年
- 『カント事典』、弘文堂、1997年
- 『知の21世紀的課題―倫理的視点からの知の組み換え』、ナカニシヤ出版、2001年
- 『シリーズ人間論の21世紀的課題４―環境倫理の新展開』、ナカニシヤ出版、2007年
- 『生命倫理百科事典』、丸善、2007年

### 共訳
- 『ドイツ応用倫理学の現在』、ナカニシヤ出版、2002年
- 『医の倫理課題』、富士書店、2002年
- 『ジープ応用倫理学』、丸善、2007年